# 裝置藝術

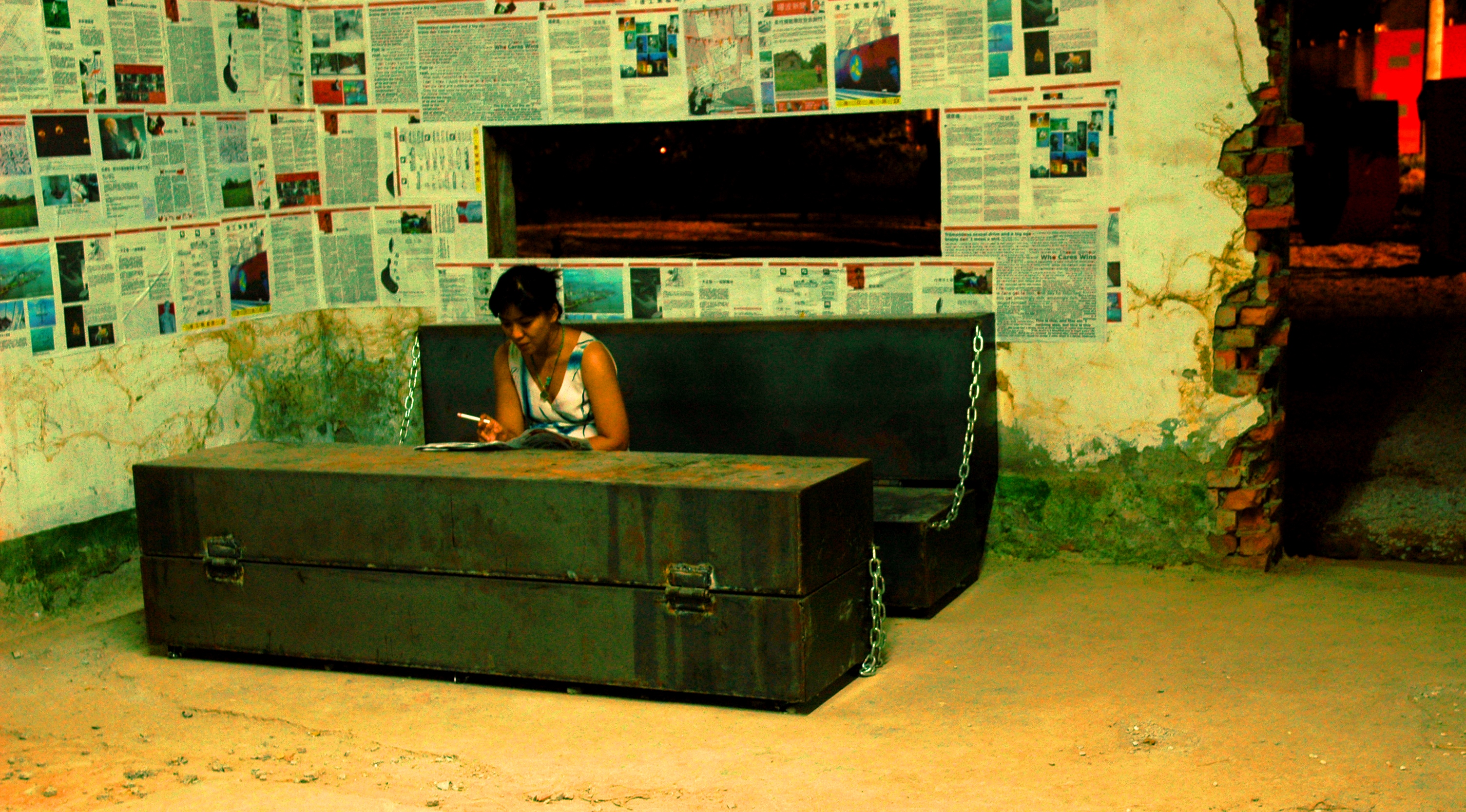
巫祈麟的裝置藝術作品

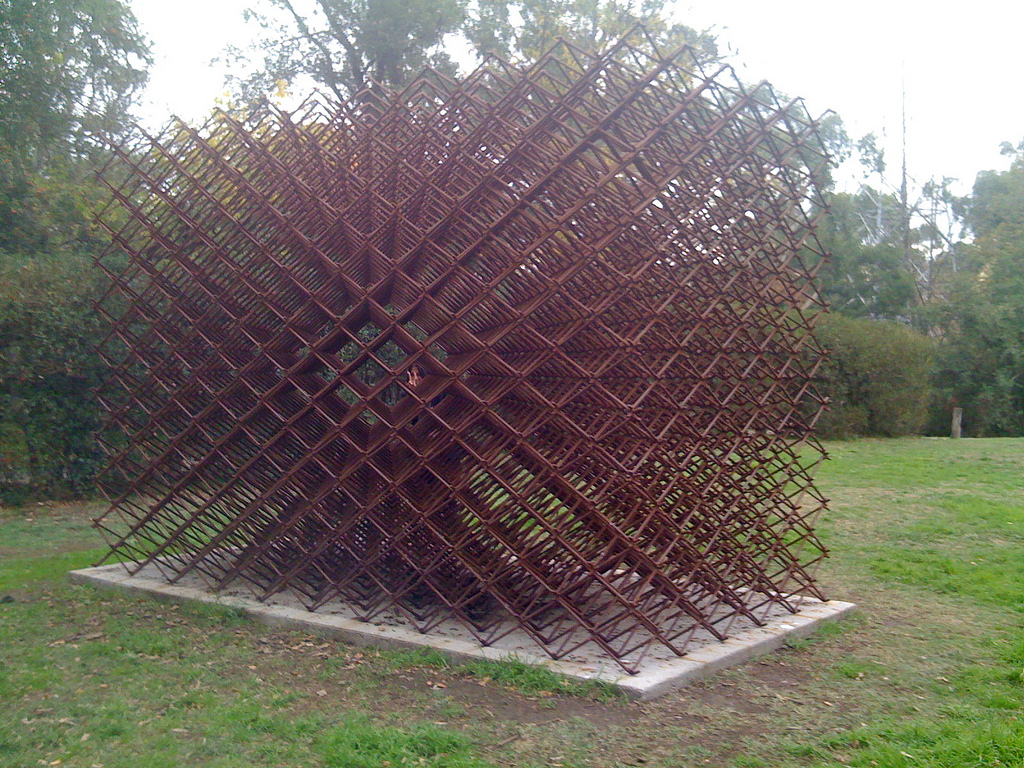
澳洲Neil Taylor的裝置藝術

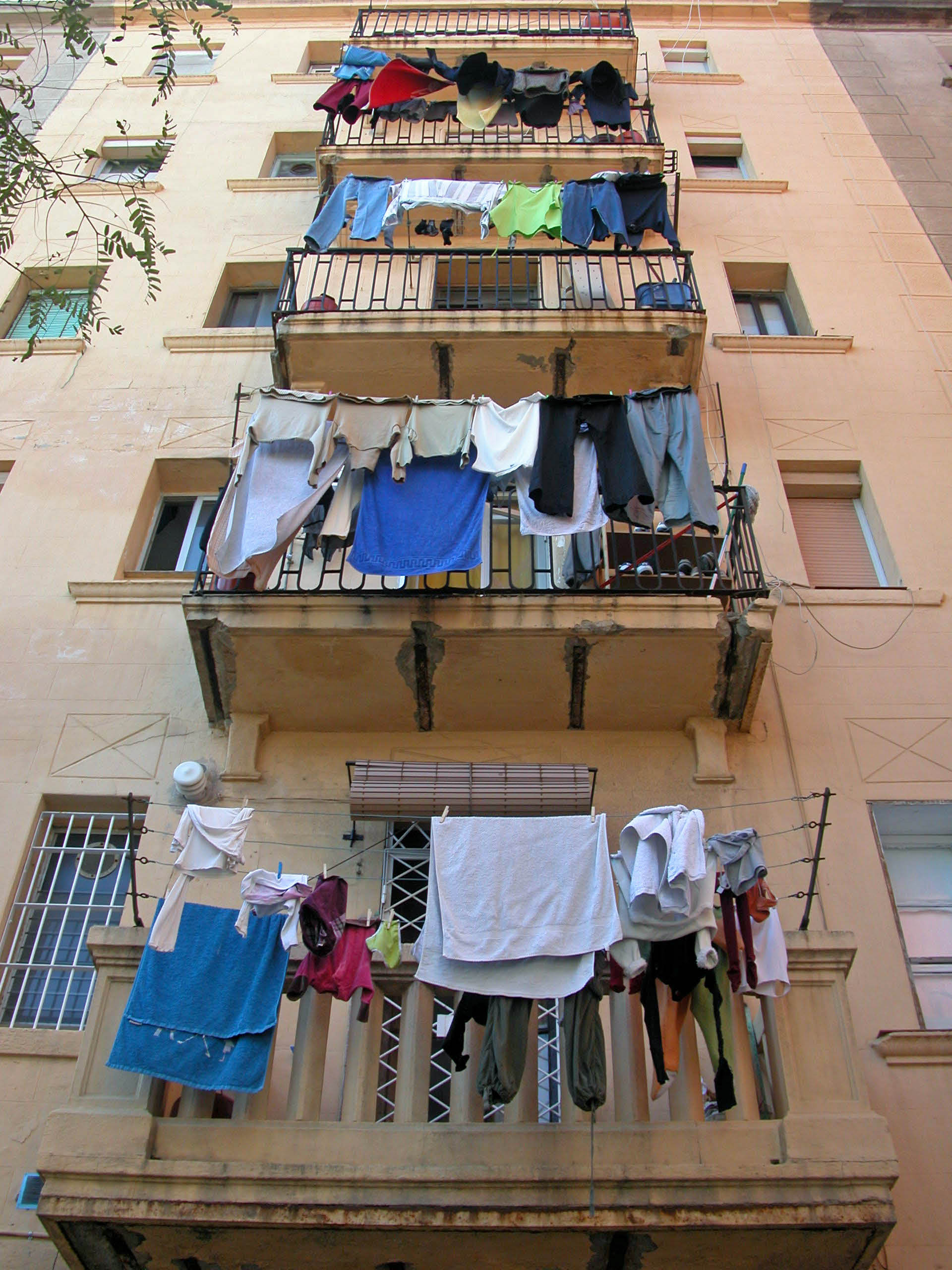
無意識構成的裝置藝術

裝置藝術（Installation art）許多人追溯根源到法国艺术家杜尚，他使用現成的物件而非傳統上要求手工技巧的雕塑來創作。因此构成装置艺术作品的现成品，成为一种类似于“语素”的意义最小单位，在空间中按照艺术家的意愿，组成能产生意义的“句子”，即“装置艺术作品”。
相对于传统雕塑与空间的关系，装置艺术作品在空间中于观众的关系更为开放。很多时候，观众可以直接走进作品中，而不像传统雕塑作品那样，只能在作品之外欣赏。同时它也更符合工业革命后的日常生活，正如今天所经历的生活一样，我们在日常中已经不容易接触到仍需要通过自己加工才能使用的物品，绝大部分是已经由各种厂商加工完毕的“现成品”。它们在日常生活、工作中以功能为逻辑被安置在空间中。而装置艺术则通过重新组合它们的关系，让其产生本身功能以外的意义。
时至今日，装置艺术已经成为视觉艺术中最为常见的艺术形式。
裝置藝術使用的媒材包含了自然材料到工业制品，新媒體，比如錄影、聲音、表演、電腦以及網路。
有些裝置藝術屬於場域特定藝術（Site specific art），它們只能存在於它們被創作出來的那個空間中。在紐約的新當代藝術博物館就經常展出這樣的作品。

## 其他主題
- 錄影藝術（Video art）
- 普普藝術（Pop art）
- 游擊藝術（Guerilla art）
- 互動藝術（Interactive art）
- 行為藝術（Performance art）
- 媒體藝術（Media art）

## 主要书目
- 贺万里 1999 《装置艺术研究》

## 艺术家
- 二犬十一咪
- 陈箴
- Spencer Tunick
- 艾未未
- 克劳德·克洛斯基
- 芭芭拉·克鲁格
- 李昢
- Misha Kuball
- Diller Scofidio + Renfro
- Christo et Jeanne-Claude
- 安尼施•卡普爾（英语：Anish Kapoor）
- 溫·德爾維（英语：Wim Delvoye）
- 蓋瑞·希爾（英语：Gary Hill）
- 瓦妮莎·比克羅夫特（英语：Vanessa Beecroft）
- Zbigniew Wasiel
- 沃爾芙．弗斯帖爾（英语：Wolf Vostell）
- Wela, Elisabeth Wierzbicka
- Ange Leccia
- Norman Dilworth
- Gian Carlo Riccardi
- Ruediger John
- 文晶瑩
- 高志活
- Anish Kapoor （页面存档备份，存于）

## 外部連結
- Open Directory: 裝置藝術家（页面存档备份，存于）
- 陈箴@ARTLINKART|中国当代艺术在线数据库